# Музей мученичества «Под часами»
Музей мученичества «Под часами» (пол. Muzeum Martyrologii «Pod Zegarem») расположен в Люблине и является подразделением Люблинского музея. Здание, в котором расположен музей, во время Второй мировой войны использовалось Гестапо.

## История
Здание, которое в народе получило название «Под часами» (сверху на здании были установлены часы), было построено в 1928—1930 годах для Земского управления. До войны в нём трудились до 150 постоянных и 100 временных сотрудников.
После оккупации Польши, в 1940 году в здание въехало Гестапо и перестроило его под свои нужды, в том числе оборудовало в подвале тюрьму на 14 камер, среди которых три были тёмные. Политических заключенных здесь допрашивали и пытали, что нередко приводило к их смерти.
По инициативе Клуба бывших политических заключённых Люблинского замка и дома «Под часами» было принято решение организовать здесь музей, и 23 февраля 1979 года он открылся.
В 1991 году в отделении музея на улице Радзишевского была организована выставка «Мученичество молодёжи Люблина и разведчиков Люблинщины 1939—1945». Здесь в хронологическом порядке показывается жизнь и учёба молодёжи Люблина до войны и во время неё, представлены многочисленные биографии убитых учеников и учителей. Часть экспозиции посвящена также Серым Шеренгам.
В ходе начавшегося в 2016 году ремонта музея вскрылись закрашенные несколькими слоями краски надписи, сделанные заключёнными. В ходе реставрации проводится работа по укреплению и защите этих надписей, поскольку они представляют собой очередное свидетельство драматического положения людей, оказавшихся пленёнными в доме «Под часами».

## Коллекция
В коллекции музея находится большое количество переписки узников Люблинского замка, тюрьмы дома «Под часами», а также концентрационных лагерей Аушвиц, Равенсбрюк, Дахау, Заксенхаузен. Отдельный отдел коллекции посвящён личным вещам и документам заключенных Люблинского замка. Также в музее хранится большое количество люблинских иконографических материалов 1939—1944 годов и фотографии узников Люблинского замка.